# Płaskowyż Krasnowodzki
Płaskowyż Krasnowodzki – płaskowyż w zachodnim Turkmenistanie, między zatokami Morza Kaspijskiego – Kara Bogaz Goł na północy i Zatoką Krasnowodzką (Türkmenbaşy aýlagy) na południu; centralna część Półwyspu Krasnowodzkiego. Od północy i południa ograniczony jest stromymi krawędziami. Najwyższy punkt osiąga 308 m n.p.m. Wewnątrz płaskowyż obniża się do 150 m n.p.m. i przechodzi w piaszczysty region Çilmämmetgum. Charakterystycznym elementem są ostańce, które wznoszą się nawet do 40 m nad otaczający poziom. Płaskowyż zbudowany jest z głównie z wapieni, margli i gipsu. Dominuje roślinność pustynna.